# Slaget vid Køge
Slaget vid Køge var ett slag mellan danska soldater och brittiska armén, som belägrade Köpenhamn. Slaget ägde rum den 29 augusti 1807 vid Køge, och det slutade med en överlägsen brittisk seger.
Danmark-Norge försökte att hålla sig neutrala under Napoleonkrigen, men Storbritannien fruktade att den stora dansk-norska flottan skulle komma under fransk kontroll och utarbetade då ett ultimatum till den dansk-norska regeringen: antingen behövde örlogsflottan utlevereras som pant till Storbritannien eller så skulle britterna angripa och ta flottan med våld. Då kravet avvisades gick brittiska trupper iland vid Vedbæk den 16 augusti 1807 och inledde belägringen av Köpenhamn.
Generallöjtnant Castenschiold beordrades att upprätta en "frikår" för att rikta sig mot den danska huvudstaden. Castenschiolds styrkor koncentrerades omkring Roskilde och Lejre, medan general Oxholm sändes söderut för att aktivera det Søndre Sjællandske Landeværnsregiment (svenska: Sydsjälländska försvarsregementet). Castenschiold förflyttade sig till Køge den 26 augusti, och den 28 augusti ankom Oxholm med sina styrkor. Sammanlagt hade Castenschiold runt 7 000 soldater, 600 ryttare och 13 kanoner.
Det brittiska huvudkontoren vid Köpenhamn kände till försvarets mobilisering och beordrade den 27 augusti general Arthur Wellesley (senare hertig av Wellington) att hitta och attackera det danska försvaret. De brittiska soldaterna var överlägset mer tränade och besegrade och jagade de danska styrkorna på flykt. Slaget vid Køge kallas även "Träskoslaget", då de dåligt tränade och dåligt utrustade danska bönderna kastade träskor under flykten från de disciplinerade och väl utrustade brittiska soldaterna.